# 豬玀灣

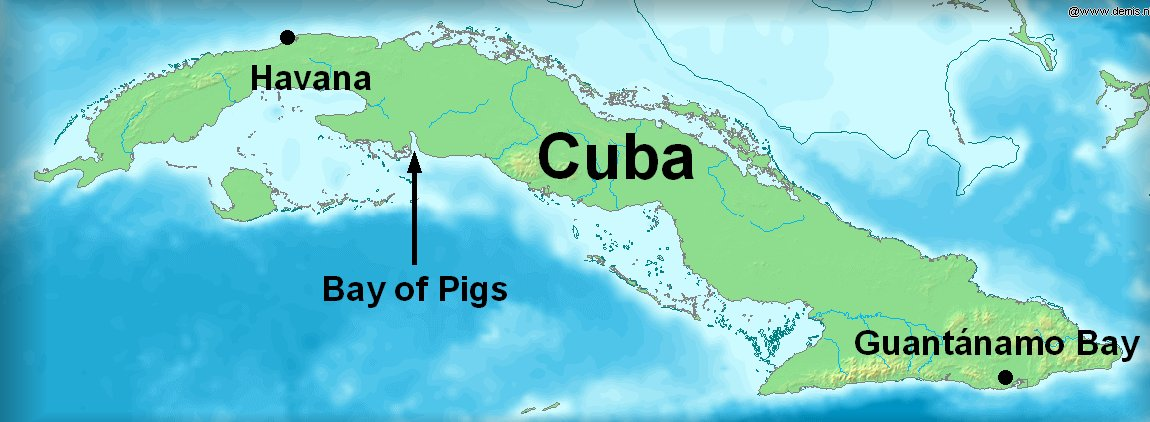
豬玀灣位置圖

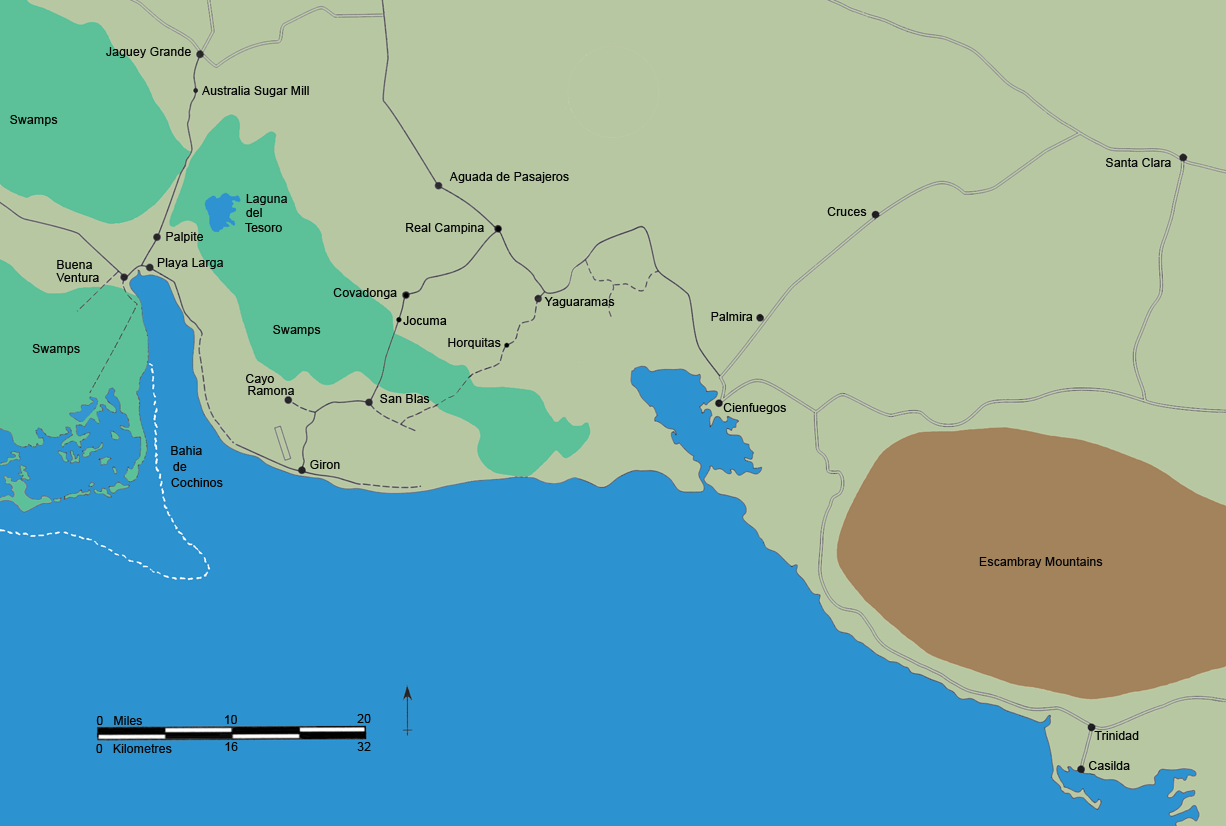
1961年時的豬玀灣

22°13′N 81°10′W / 22.217°N 81.167°W
豬玀灣（西班牙語：Bahía de Cochinos）是卡索内斯灣的其中一個小灣，位於古巴南部海岸。於1910年，豬玀灣由圣克拉拉省管轄，該省於1961年更名為拉斯維亞斯省；古巴政府於1976年將6省重劃為14省後，豬玀灣屬马坦萨斯省。

## 地理
豬玀灣位於大哈圭南方30公里，西恩富戈斯以西70公里，及首都哈瓦那西南方約150公里。海灣西側為環繞在薩帕塔沼澤周圍的珊瑚礁，為薩帕塔半島的一部份；東側為紅樹林覆蓋的海灘及向東方及北方延伸的沼澤。豬玀灣最北端為毗鄰拉爾加灘的布埃纳文图拉，於布埃纳文图拉東南方35公里則為吉隆灘及吉隆，地名吉隆來自於惡名昭彰的法國海盜吉巴托·吉隆(c.1604)。

## 歷史
流亡古巴人在美國中央情報局支援下，於1961年4月發動推翻菲德爾·卡斯楚所領導的新政府，豬玀灣的吉隆灘及拉加爾灘為登陸地點。

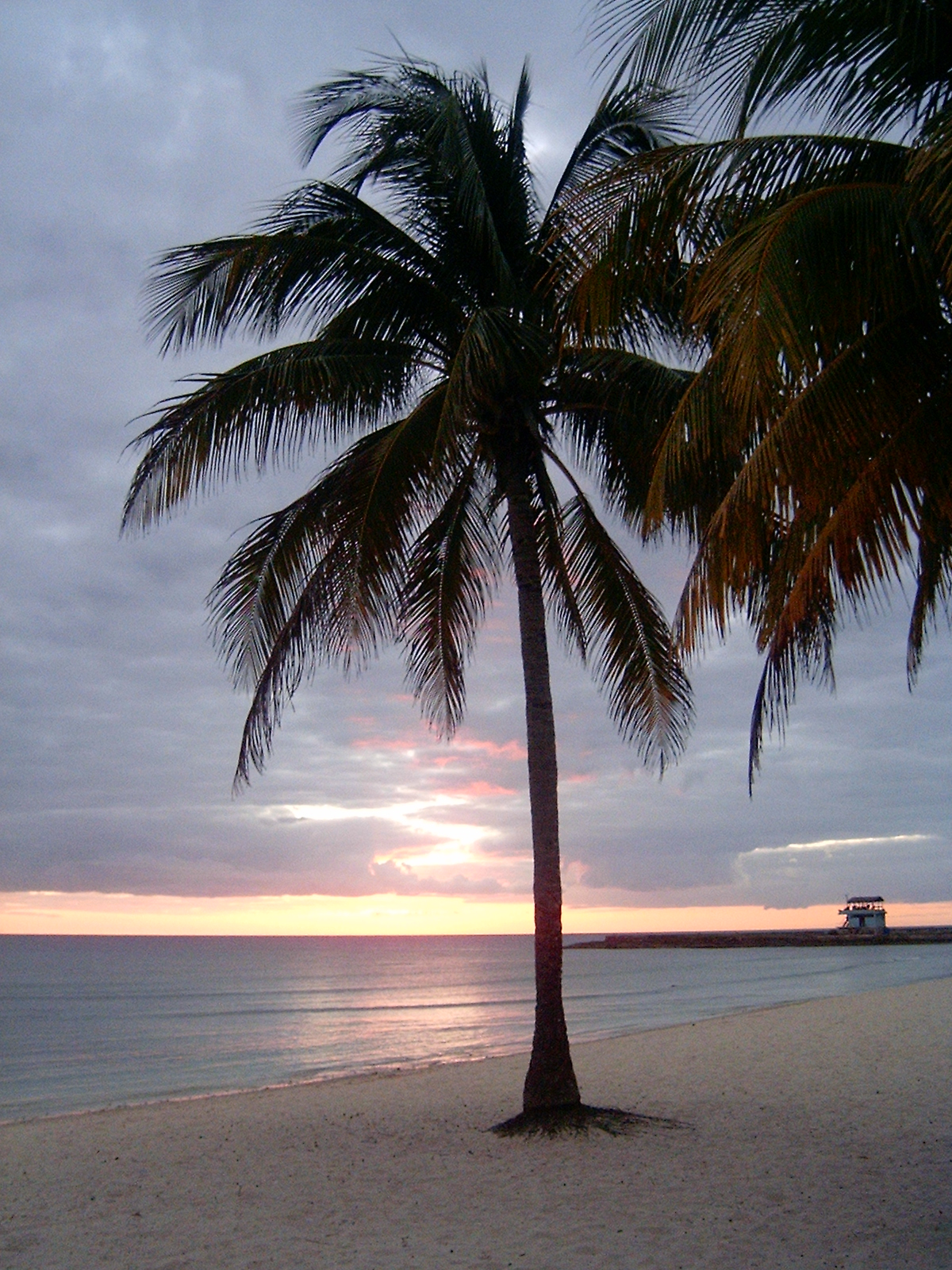
吉隆灘的夕陽景色

## 詞源
將cochinos一詞翻譯為英文的豬為誤用，該詞為加勒比海地區常用於稱呼嫗鱗魨，該魚種棲息於豬玀灣的珊瑚礁中，而非指「豬」（Swine，野豬）。